# 馬孔代區
馬孔代區（英語：Makonde District）為辛巴威西馬紹納蘭省轄下之區份，2012年人口普查中該區份人口有153,540人。

## 地理
馬孔代區坐落於辛巴威中北部西馬紹納蘭省境內。奇諾伊為該區主要城鎮，坐落於首都哈拉雷西北方，兩地相距約125公里。此區下分19個行政區（Wards）。

## 人口
根據2012年人口普查，馬孔代區人口有153,540人，其中男性有77,492人，女性有76,048人。若人口以居住地區分，則141,710人居住在本區，6,887人居住在西馬紹納蘭省境內其他區份，4,832人居住在外省，111人居住在國外。此區之住戶計32,747戶，每戶住戶平均成員人數4.7人。